# 東得梅因鎮區 (愛荷華州馬哈斯卡縣)
東得梅因鎮區（英語：East Des Moines Township）是位於美國愛荷華州馬哈斯卡縣的一個行政鎮區。

## 地方資料
根據2010年美國人口普查的數據，東得梅因鎮區的面積為41.84平方千米，當中陸地面積為40.19平方千米，而水域面積為1.65平方千米。當地共有人口273人，而人口密度為每平方千米6.52人。